# 小齒日本銀魚
小齒日本銀魚，為銀魚科日本銀魚属的唯一一種，分布於西北太平洋俄羅斯東部、日本、朝鮮半島半鹹水、海域，體長可達10公分，棲息在底層水域，會進行洄游，生活習性不明，可做為食用魚。